# Helmut Meyer-Abich

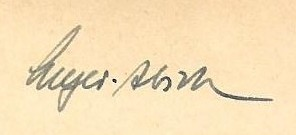
Signatur Meyer-Abichs als Teil einer Widmung auf einer seiner geowissenschaftlichen Publikationen.

Helmut Meyer-Abich (* 20. Juli 1919 in Göttingen; † 25. Januar 2008) war ein deutscher Marineoffizier und Geologe. Nach seiner militärischen Laufbahn während des Zweiten Weltkrieges verfolgte er einen naturwissenschaftlichen Berufsweg und betrieb in El Salvador sieben Jahre lang geologische Grundlagenforschung. Anschließend kehrte er nach Deutschland zurück und stieg in der Deutschen Marine bis zum Befehlshaber der Seestreitkräfte der Nordsee auf.

## Leben

### Jugend und Wirken im Dritten Reich
Er kam 1919 als Sohn des Philosophen, Biologen, Naturwissenschaftshistorikers und späteren Universitätsprofessors Adolf Meyer-Abich (1893–1971) sowie der Schriftstellerin Siever Johanna Meyer-Abich (geb. Berghaus; 1895–1981) zur Welt. Sein Vater war damals als Bibliothekar an der Georg-August-Universität Göttingen beschäftigt. Helmut hatte insgesamt vier Geschwister – darunter als jüngstes den 1936 geborenen Bruder Klaus Michael.
Während der Weimarer Republik war er in der Bündischen Jugend und später während der Zeit des Nationalsozialismus in der Hitlerjugend aktiv. Anschließend leistete er zwischen April und September 1937 in Husum und Bredstedt den gesetzlich festgeschriebenen Reichsarbeitsdienst ab. Am 9. Oktober gleichen Jahres trat er in die Kriegsmarine ein und wurde dort während des Zweiten Weltkrieges rasch befördert. Zwischen Dezember 1939 und Januar 1942 diente er als Wachoffizier auf dem Zerstörer Z 10 Hans Lody und anschließend bis Mai 1943 als Torpedo-, Deck- sowie 2. Wachoffizier auf dem Zerstörer ZG 3 Hermes. Von Juni 1943 bis August 1943 war er an der Marinekriegsakademie. Am 14. August 1943 wurde Meyer-Abich im Dienstgrad eines Oberleutnants zur See mit dem Deutschen Kreuz in Gold ausgezeichnet. Wenige Wochen später, im September 1943, begann er seinen Dienst als 1. Wachoffizier auf dem Zerstörer Z 39. Diesen Posten hatte er bis Mai 1944 inne, als man ihm zum Kommandanten des Torpedobootes T 18 ernannte. Das unter seinem Kommando stehende Schiff wurde am 17. September 1944 während einer Ablenkungsaktion nordwestlich von Baltischport im Finnischen Meerbusen durch sowjetische Bomber des Typs Douglas A-20 versenkt, wobei 30 Seeleute starben. Im September/Oktober 1944 war er kurz Marineverbindungsoffizier Baltische Inseln. In seiner letzten Funktion während des Zweiten Weltkrieges war der inzwischen zum Kapitänleutnant aufgestiegene Meyer-Abich von Oktober 1944 bis zum 10. Mai 1945 als 3. Admiralstabsoffizier bei der Dienststelle „Führer der Zerstörer“ tätig.

### Wissenschaftliche Karriere
Nach dem Ende des Krieges immatrikulierte er sich an der Universität Hamburg für ein Studium der Geologie. Dieses konnte er im August 1949 mit einem Diplom abschließen, ehe er nur wenige Monate später – am 15. Dezember 1949 und betreut von Doktorvater Otto Pratje – mit der Dissertation Die Sedimente von Borkum-Riffgrund. Eine regionalstatistische Untersuchung promoviert wurde.
Im Rahmen eines deutsch-lateinamerikanischen wissenschaftlichen Austauschprogrammes zog er Anfang 1950 zusammen mit seinen Eltern, seiner Ehefrau sowie den zwei kleinen gemeinsamen Kindern nach El Salvador. Sie lebten in der Siedlung Planes de Renderos, einige Kilometer südlich der Hauptstadt San Salvador. Ursprünglich war ein Aufenthalt von zwei Jahren geplant; die Eltern kehrten 1951 nach Deutschland zurück. Am 13. September 1950 gründete Meyer-Abich das Instituto Tropical de Investigaciones Científicas, das von Präsident Óscar Osorio Hernández eröffnet wurde und aus insgesamt acht Laboren (drei große und fünf kleinere) und einem vierstöckigen Gästehaus bestand. Bis März 1954 wurde es von 22 Wissenschaftlern aus Deutschland, 13 aus den Vereinigten Staaten, vier aus den Niederlanden und einem aus Frankreich besucht, die in El Salvador größtenteils Grundlagenforschung betrieben und dementsprechend große planerische Freiheit genossen. Das interdisziplinär ausgerichtete Institut brachte Forscher unterschiedlicher Fachrichtungen zusammen, sodass dort Botanik, Zoologie, Hydrobiologie, Geologie, Geographie, Anthropologie, Meteorologie und Archäologie des Landes untersucht wurden.
Eine von Meyer-Abichs ersten Aufgaben war eine ausführliche geologische Kartierung der Grundwasserleiter, um die Wasserversorgung von Städten und Ortschaften (auch von San Salvador) sicherzustellen. Er wandte sich auch der Ingenieurgeologie zu, überprüfte beispielsweise die Gründungssicherheit der Brücken einer neuen Küstenstraße und fertigte eine Nutzen-Analyse zu einem geplanten Staudamm am Río Lempa an, in der er zu dem Ergebnis kam, dass dieser nicht wie vorgesehen 95 Jahre, sondern wegen der hohen Sedimentationsraten lediglich 15 Jahre lang hätte genutzt werden können. Darüber hinaus unternahm er wochenlange Exkursionen durch das Departamento Chalatenango, um Basalt- und Gips-Vorkommen zu kartieren. Ab 1952 publizierte Meyer-Abich die kleine Fachzeitschrift Comunicaciones und 1954 beteiligte er sich an den Planungen für den neuen Hafen in Acajutla, wo er vor Ort eine ozeanographische Forschungsstation einrichtete.
Mit Wirkung zum 1. Januar 1955 rief er den beim Ministerium für Infrastruktur (spa.: Ministerio de obras públicas) angesiedelten Servicio Geológico Nacional ins Leben, dessen erster Direktor er wurde. In jenem Jahr konzentrierte er sich vorwiegend auf Lagerstättenkunde und untersuchte zahlreiche Bergwerke in Hinblick auf Arbeitssicherheit und Förderungsauslastung. Er führte auch die ersten Geothermalbohrungen in Fumarolengebieten durch, um etwaige Potentiale zur Energiegewinnung zu lokalisieren. Ein Hauptschwerpunkt seiner Tätigkeit in El Salvador war aber die Vulkanologie. So nutzte er in Zusammenarbeit mit dem bekannten US-amerikanischen Geologen Howel Williams Echolot-Messungen zur bathymetrischen Untersuchung des Lago de Ilopango sowie des Lago de Coatepeque. Ferner zeichnete er verantwortlich für die erste systematische Kartierung der gesamten Vulkanregion des Landes.

### Militärische Karriere in der Bundesrepublik
Helmut Meyer-Abich, der einen Ruf als exzellenter Marineoffizier genoss und dem nachgesagt wurde, über Organisationstalent sowie hervorragende analytische Fähigkeiten und praktische Visionen zu verfügen, erhielt schließlich das Angebot, in Deutschland beim Wiederaufbau der Deutschen Marine zu helfen. Seine Leidenschaft für die Seefahrt war letztlich größer als jene für die Geologie und da er seinen mittlerweile vier Kindern die bestmögliche Ausbildung ermöglichen und sie nicht in El Salvador zurücklassen wollte, kehrte die gesamte Familie am 1. März 1957 nach Deutschland zurück.
Er amtierte zwischen April 1961 und September 1962 als erster Kommandant der neuen Fregatte Köln (F 220) und diente später auch auf dem Zerstörer Bayern (D 183). Als Kapitän zur See war Meyer-Abich zwischen Oktober 1967 und September 1969 Kommandeur des 2. Zerstörergeschwaders. Darüber hinaus arbeitete er an einer Ausgabe (72. Jahrgang, Heft 10, Oktober 1975) der vom Arbeitskreis für Wehrforschung herausgegebenen Marine-Rundschau mit. Im Laufe der Jahre stieg er bis zum Flottillenadmiral auf und ab Oktober 1976 betraute man ihn mit dem Posten des Befehlshabers der Seestreitkräfte der Nordsee – damit einhergehend war er zeitgleich als Commander German Northsea Subarea (COMGERNORSEA) NATO-Seebefehlshaber für den Bereich der Deutschen Bucht. Am 30. September 1979 ging Helmut Meyer-Abich in den Ruhestand.
Meyer-Abich war verheiratet und hatte fünf Kinder.

## Publikationen
Monographien
- H. Meyer-Abich: Texto de Geología general de El Salvador. San Salvador 1953.
- H. Williams, H. Meyer-Abich: Volcanism in the southern part of El Salvador. (= University of California publications in geological sciences. Vol. 32, Nr. 1). University of California Press, Berkeley 1955.
- H. Meyer-Abich: Los volcanes activos de Guatemala y El Salvador. (= Anales del Servicio Geológico Nacional de El Salvador. Nr. 3). El Salvador ministerio de obras públicas, San Salvador 1956.
- H. Meyer-Abich: La erupción del volcan de Izalco (El Salvador) del 28 de febrero de 1955 y su actividad hasta principios de 1956. El Salvador ministerio de obras públicas, San Salvador 1956.
- H. Meyer-Abich: The Apastepeque volcanic field. El Salvador ministerio de obras públicas, San Salvador 1956.
- F. Mooser, H. Meyer-Abich, A. R. McBirney: Catalogue of the active volcanoes and solfatara fields of Central America. International Association of Volcanology, Neapel 1958.

Aufsätze in Fachzeitschriften
- H. Meyer-Abich: El problema de Metapán. In: Comunicaciones. Vol. 1, Nr. 1, 1952, S. 17–19.
- H. Meyer-Abich: Las coordinadas geográficas de las poblaciones de El Salvador. In: Comunicaciones. Vol. 1, Nr. 1, 1952, S. 22–29.
- H. Meyer-Abich: Terremoto de Jucuapa en El Salvador (América Central), 6–7 de Mayo de 1951. In: Comunicaciones. Vol. 1, Nr. 2, 1952, S. 1–24.
- H Meyer-Abich; Cornejo, A.: El Puerto de Acajutla, El Salvador (Con 3 figuras y 3 mapas). In: Comunicaciones. Vol. 1, Nr. 3, 1952, S. 8–14.
- H. Meyer-Abich: Prologo a las investigaciones dirigidas por el Dr. Adolf Zilch. In: Comunicaciones. Vol. 1, Nr. 4, 1952, S. 1.
- H. Meyer-Abich: Das Erdbeben von Jucuapa in El Salvador (Zentralamerika) vom 6. und 7. Mai 1951. In: Neues Jahrbuch für Geologie und Paläontologie. Vol. 95, Nr. 3, 1952, S. 311–336.
- H. Williams, H. Meyer-Abich: El origen del Lago de Ilopango. In: Comunicaciones. Vol. 2, Nr. 1, 1953, S. 1–8.
- H. Williams, H. Meyer-Abich: Historia volcánica del Lago de Coatepeque (El Salvador) y sus alrededores. In: Comunicaciones. Vol. 3, Nr. 2–3, 1954, S. 107–120.